# Medienreichhaltigkeitstheorie
Die Medienreichhaltigkeitstheorie (auch engl.: Media Richness Theory) ist eine Kommunikationstheorie, die Anforderungen an Kommunikationsmedien erklärt. Sie geht zurück auf Arbeiten von Robert H. Lengel und Richard L. Daft aus den 1980er Jahren. Sie trifft Aussagen zum Verhältnis der zu kommunizierenden Inhalte und des Mediums, über das die Kommunikation verlaufen sollte. Dieses Verhältnis wird von der Theorie als proportional angegeben. Je vieldeutiger, unzuverlässiger übertragbar und vielschichtiger der zu übermittelnde Sachverhalt ist (Kommunikationsaufgabe), desto reichhaltiger muss nach der Theorie das gewählte Medium sein. Die Reichhaltigkeit eines Mediums gibt dessen Potential an, die Mehrdeutigkeit bei einer Kommunikation zu reduzieren. So sind reichhaltige Medien, wie etwa Face-to-Face Kommunikation, geeignet, um komplexe Sachverhalte zu klären und weniger reichhaltige Medien für unmissverständliche Absprachen.

## Kommunikation
Die Theorie kann dabei nicht bei jeder Form der Kommunikation zur Wahl eines effektiven Mediums herangezogen werden, sondern erklärt die Medienwahl, wenn während der Kommunikation kollaborativ Aufgaben gelöst werden sollen. Entsprechende Situationen sind zum Beispiel Entscheidungsfindungen, Abstimmungen oder Rückkopplungen.

### Beurteilung der Medienwahl
Die Wahl des Mediums wird nach der Theorie in drei Bereiche geteilt. Die Wahl ist effektiv, wenn die Informationsreichhaltigkeit des Mediums der Komplexität der Aufgabe angepasst ist und zu dieser proportional ist. Ist das Medium zu komplex, beschreibt die Theorie die Wahl als „overcomplication“. Probleme die sich daraus ergeben sind vermeidbare Mehrdeutigkeit und in der Regel eine Ablenkung durch die Kommunikationstechnologie. Zu wenig komplexe Medien werden „Oversimplification“ genannt. Die Probleme, die sich bei dieser Medienwahl ergeben, sind mangelnde Rückkopplung und Deutungsschwierigkeiten bezüglich der übertragenen Informationen. 
In der Praxis gilt es, sich auf ein passendes Medium zu einigen, das eine unmissverständliche Kommunikation und so eine reibungslose Zusammenarbeit ermöglicht. Allerdings sollte beachtet werden, dass ein zu reichhaltiges und zeitintensives Medium für simple Besprechungen überflüssig und sogar nachteilig sein kann. 

### Bezug zur Synchronität
Kommunikation ist synchron oder asynchron. Im Bezug zur Reichhaltigkeit des Mediums fällt ein gewisser Bezug zur Synchronität auf: Je komplexer bzw. informationsreichhaltiger das Medium ist, desto eher dient es einer synchronen Kommunikation. Synchronität bietet dabei vor allem die kaum zeitversetzte Rückkopplung zu übertragenen Inhalten.

### Bezug zur Ambiguität
Bei der Wahl des richtigen Mediums ist die Ambiguität ein essentieller Faktor. Die Ambiguität beschreibt die Mehrdeutigkeit bei einer Kommunikation und dementsprechend die Anfälligkeit für Missverständnisse. Face-to-Face Kommunikation ist ein reichhaltiges Medium und unanfällig für Kommunikationsfehler, deswegen ist es bei hoher Ambiguität geeignet. Bei niedrigerer Ambiguität reicht dagegen ein schlankes Medium, wie etwa E-Mails. Es gilt also immer einen angemessenen Kommunikationskanal zu wählen, der für die Situation und den zu klärenden Inhalt adäquat ist. 

## Nutzung
Die Theorie erklärt Sachverhalte, die vielen Menschen aus dem alltäglichen Leben bekannt sind und die Menschen beim Umgang mit Kommunikation lernen. Es ist daher zu beobachten, dass auf diesen Erfahrungswerten beruhend tatsächlich eine effektive Medienwahl im Alltag stattfindet.
Die formalen Erklärungsansätze der Theorie werden genutzt, um fachliche und technische Anforderungen an Kommunikationssysteme stellen zu können, die soziologische Systeme abbilden. Dies betrifft zum Beispiel das E-Learning und da vor allem das Computer-Supported Cooperative Learning sowie Computer Supported Cooperative Work und da vor allem Entscheidungsunterstützungssysteme.

## Beispiele
- Wenig reichhaltige Medien sind Briefe oder E-Mails. Sie können zum Beispiel zur Terminabstimmung und für einfachste Fragen verwendet werden. Genutzt werden diese also vorrangig für Abstimmungen, die aller Voraussicht nach kaum Diskussion oder Rückkopplung bedürfen.

- Sehr reichhaltige Medien sind Formen der persönlichen Kommunikation also Gespräche, Meetings und Workshops. Unterteilen lässt sich diese „face-to-face“-Kommunikation noch danach, ob und wie umfangreich unterstützende Informationen wie Präsentationen, Baupläne, Modelle, Lastenhefte etc. vorliegen.

## Kritik
Obwohl die Medienreichhaltigkeitstheorie spontan eingängig erscheinen mag, konnte sie doch bislang nie empirisch bestätigt werden.
Dennis & Valacich haben die Ansätze der Medienreichhaltigkeitstheorie in ihrer Media-Synchronicity-Theorie weitergeführt und empirisch fundiert.